# Surattha
Surattha is een geslacht van vlinders van de familie grasmotten (Crambidae).

## Soorten
- S. africalis (Hampson, 1919)
- S. invectalis Walker, 1863
- S. luteola Bassi & Mey, 2011
- S. soudanensis Hampson, 1919